# Districtul Ban Khok
Ban Khok (în thailandeză บ้านโคก) este un district (Amphoe) din provincia Uttaradit, Thailanda, cu o populație de 14.395 de locuitori și o suprafață de 1.055,911 km².

## Componență
Districtul este subdivizat în 4 subdistricte (tambon), care sunt subdivizate în 28 de sate (muban).
| Nr. | Nume           | În thailandeză | Sate | Locuitori |
| --- | -------------- | -------------- | ---- | --------- |
| 1.  | Muang Chet Ton | ม่วงเจ็ดต้น       | 7    | 3,623     |
| 2.  | Ban Khok       | บ้านโคก         | 7    | 3,960     |
| 3.  | Na Khum        | นาขุม           | 7    | 3,330     |
| 4.  | Bo Bia         | บ่อเบี้ย          | 7    | 3,482     |